# إبراهيم بن خليفة آل خليفة
إبراهيم بن خليفة آل خليفة سياسي ووزير سابق بحريني.

## السيرة الذاتية
مجاز في الحقوق ومن مدرسة المدققين حسب نظام الاحتياطي الفيدرالي وهيئة التأمين على الودائع الفيدرالية بالولايات المتحدة.
عمل مدير إدارة الرقابة على البنوك بمؤسسة نقد البحرين ثم نائب محافظ مؤسسة نقد البحرين ثم وكيل وزارة المالية. في ديسمبر 2007 تم تعيينه وزيرا للإسكان واستمر حتى فبراير 2011 حيث أقيل من منصبه بسبب الاحتجاجات.